# Engelholms VS
Maillots
Engelholms VS est un club suédois de volley-ball fondé en 1986 et basé à Ängelholm, évoluant pour la saison 2020-2021 en Elitserien.

## Palmarès
- Championnat de Suède
  - Vainqueur : 2006, 2009[2]2015[3]2016[4]2017, 2018[5]2019[6]
  - Finaliste : 2005, 2007, 2010, 2011[2].

## Entraîneurs successifs
- 2011-2013  Tina Celinder Nygren
- 2013-2014  Mariusz Bujek
- 2014-2018  Per-Anders Sääf
- 2018- ...       Patrick Aparicio

## Effectifs

### Saison 2020-2021
| No                                          | Nom                                         | Date de naissance                           | Taille                         | Poids                          | Poste                          |
| ------------------------------------------- | ------------------------------------------- | ------------------------------------------- | ------------------------------ | ------------------------------ | ------------------------------ |
| 1                                           | Elis Bento                                  | 4 mai 1988                                  | 171                            | 54                             | Réceptionneuse-attaquante      |
| 2                                           | Nora Andersson                              | 2 avril 1998                                | 179                            | 72                             | Réceptionneuse-attaquante      |
| 4                                           | Vilma Andersson                             | 4 décembre 1999                             | 183                            | 71                             | Passeuse                       |
| 6                                           | Daniella Åström                             | 15 août 2003                                | 174                            | 68                             | Réceptionneuse-attaquante      |
| 7                                           | Thea Larsson                                | 9 septembre 2004                            | 179                            | 69                             | Réceptionneuse-attaquante      |
| 8                                           | Matilda Ekholm                              | 14 septembre 2000                           | 177                            | 63                             | Réceptionneuse-attaquante      |
| 10                                          | Filippa Brink                               | 22 octobre 2001                             | 166                            | 56                             | Libero                         |
| 11                                          | Julia Nilsson                               | 2 mai 1997                                  | 191                            | 80                             | Centrale                       |
| 13                                          | Hedda Broberg                               | 13 novembre 2001                            | 184                            | 66                             | Centrale                       |
| 15                                          | Leni Slipac                                 | 8 février 1994                              | 172                            |                                | Passeuse                       |
| 16                                          | Tindra Karlsson                             | 12 décembre 2003                            | 182                            | 63                             | Centrale                       |
| 17                                          | Domingas Araújo                             | 9 septembre 1994                            | 184                            | 78                             | Réceptionneuse-attaquante      |
| 18                                          | Verena Rizzoll                              | 20 avril 1986                               | 168                            | 55                             | Libero                         |
|                                             |                                             |                                             |                                |                                |                                |
| Encadrement technique                       | Encadrement technique                       |                                             | Légende                        | Légende                        | Légende                        |
| Entraîneur : Patrick Aparicio               | Entraîneur : Patrick Aparicio               | Entraîneur : Patrick Aparicio               | : Capitaine                    | : Capitaine                    | : Capitaine                    |
| Entraîneur(s) adjoint(s) : Anders Håkansson | Entraîneur(s) adjoint(s) : Anders Håkansson | Entraîneur(s) adjoint(s) : Anders Håkansson | : Joueuse blessée actuellement | : Joueuse blessée actuellement | : Joueuse blessée actuellement |